# Petaurista magnificus
Petaurista magnificus es una especie de roedor de la familia Sciuridae.

## Distribución geográfica
Se encuentran en India y Nepal.

## Hábitat
Su hábitat natural son: los bosques templados.  

## Estado de conservación
Se encuentra amenazada de extinción por la pérdida de su hábitat natural